# Conjecture d'Arnold
En géométrie symplectique, la conjecture d'Arnold concerne une estimation du nombre de points fixes d'un symplectomorphisme, c'est-à-dire d'un difféomorphisme symplectique.
En 1983, la conjecture d'Arnold fut confirmée pour les tores par Conley et Zehnder.
En 1985, Fortune démontre la conjecture pour les espaces projectifs complexes, se basant sur des travaux antérieurs mais non publiés de Yakov Eliashberg.